# 龐眾望
庞众望（1999年2月8日—），中国河北省沧州市人。2017年於普通高等学校招生全国统一考试取得684分，入讀清華大學。因其成長經歷獲廣泛報道。

## 生平
1999年出生於河北沧州市吴桥县，命名含有「承載家人期望」之意。家境困頓，3歲時已協助料理家務。7歲時被診斷患有先天性心臟病，母親靠四處籌款借錢為其治病，但家庭也因始欠下債務，龐眾望從小學開始拾荒、變賣垃圾幫補家計。
2014年，入讀吴桥中学，他的高中班主任認為他家庭情況比普遍貧困生還艰难。他在2017年高考取得684分，通過清華大學「自強計劃」，獲得60分的降分錄取，進入清華大學。是該校首位清華大學學生。同時其個人成長情況獲廣泛報道。
2021年本科畢業後於精密仪器系唸博士課程，2023年獲評「中國大學生自強之星」。目前正在從事光网络信息感知相关研究，希望能夠開發出光纖通訊的更多可能性。
2025年8月获评《感动中国》2024年度人物。

## 家庭
父親患精神病，喪失工作能力。母親龐志芹有先天性脊柱裂，發育不全，醫生曾判定她無法活過20歲；2020年去世，終年48歲。